# Joe Somebody
Joe Somebody è un film del 2001 diretto da John Pasquin.

## Trama
Joe Scheffer è un dipendente di un'azienda farmaceutica, reduce da un divorzio, non molto stimato. Un giorno parcheggia la sua macchina in un posto riservato, ma improvvisamente si avvicina la macchina di un suo collega, Mark McKinney, che in teoria non avrebbe diritto a quel parcheggio, provocando così una lite, in cui Mark umilia Joe davanti alla figlia Natalie. Sentendosi offeso, Joe decide di prendere lezioni di lotta da una star, Chuck Scarett. Quando i colleghi scoprono le intenzioni di Joe di "vendicarsi" di Mark, iniziano a stimarlo e a rispettarlo, e così diventa popolare. Tuttavia sia la figlia Natalie che Meg Harper, una sua collega, non desiderano che Joe affronti il combattimento e lo persuadono a scegliere una via diplomatica.

## Distribuzione

### Data di uscita
- 21 dicembre 2001 negli Stati Uniti
- 7 marzo 2002 in Russia
- 5 aprile in Brasile (Super Pai)
- 11 aprile in Nuova Zelanda
- 12 aprile in Spagna (Un padre de cuidado)
- 19 aprile in Messico
- 25 aprile in Australia
- 9 maggio in Argentina
- 5 luglio in Svezia
- 18 ottobre in Grecia (O atromitos Joe)
- 23 ottobre in Norvegia
- 1º novembre in Polonia (Niejaki Joe) e in Sudafrica
- 16 novembre in Giappone
- 29 novembre nel Regno Unito
- 29 gennaio 2003 in Islanda
- 21 febbraio in Italia
- 27 febbraio in Germania (Joe Jedermann)
- 29 aprile nei Paesi Bassi[1]
- 14 maggio in Francia (Super papa)
- 22 luglio in Ungheria (Akárki Joe)[1]
- 10 agosto in Portogallo (Alguém Chamado Joe)[1]

## Accoglienza

### Incassi
Il budget stimato è di 38000000 $. Negli Stati Uniti sono stati incassati 22770864 $, di cui 5377635 $ il primo fine settimana.